# Jeremy Sisto
Jeremy Sisto, född 6 oktober 1974 i Grass Valley, Kalifornien, är en amerikansk skådespelare.
Sisto är främst känd för rollen som Billy Chenowith i TV-serien Six Feet Under. Han har även bland annat medverkat i filmen Tretton . Sisto har även medverkat i filmen The Bible – Jesus där han hade rollen som Jesus Kristus. Mellan 2011 och 2016 medverkade han i serien Suburgatory där han spelar en ensamstående pappa som flyttar till förorten utanför New York.

## Filmografi i urval[3]
- 1991 – Grand Canyon – Roberto
- 1995 – Clueless – Elton
- 1995 – Gömstället – Vassago/Jeremy
- 1995 – Den vita stormen – Frank Beaumont
- 1998 – Sex lektioner i kärlek – Malcom
- 1998 – Suicide Kings – T.K.
- 1998 – Without Limits – Frank Shorter
- 1999 – The 60's – Kenny Klein
- 1999 – The Bible – Jesus – Jesus Christ
- 2001–2005 – Six Feet Under (TV-serie) – Billy Chenowith
- 2001 – Angel Eyes – Larry Pogue
- 2002 – May – Adam
- 2003 – Tretton – Brady
- 2003 – Frame of Mind – Blake
- 2005 – A Lot Like Love – Ben Miller
- 2006 – Population 436 – Steve Kady
- 2007 – Waitress – Earl
- 2011–2014 – Suburgatory (TV-serie) – George Altman
- 2012 – Robot & Frank – Sheriff Rowlings
- 2016–2018 – Ice (TV-serie)